# مارغريت من النمسا (راهبة)
مارغريت من النمسا (بالألمانية: Margarethe von Österreich)‏ (و. 1536 – 1567 م) هي راهبة نمساوية، ولدت في إنسبروك، توفيت عن عمر يناهز 31 عاماً.